# Altishofen
Altishofen es una comuna suiza del cantón de Lucerna, situada en el distrito de Willisau. Limita al noreste con la comuna de Dagmersellen, al sureste con Nebikon, al suroeste con Ebersecken, y al suroeste con Reiden.